# Ritmo Peligroso
Ritmo Peligroso es una banda de post-punk/rock mexicano que se creó en 1978. Durante sus primeros seis años llevaron el nombre de Dangerous Rhythm.

## Trayectoria
La banda inició en 1978 con el nombre de Dangerous Rhythm con un estilo punk. A partir de 1984 integraron el grupo el bajista Avi Michel Jr., el baterista Jorge Gato Arce, los guitarristas Moongus Ávila Costa y Mosy como el miembro más reciente, quienes comparten el escenario con el vocalista de origen cubano Piro Pendas.
Su estilo inició con una fusión de punk rock y new wave. Grabaron un disco recopilatorio para el sello Comrock, que promovieron con el fin de hacer más accesible la música rock en México en una forma comercial. Dos canciones de Ritmo Peligroso se incluyeron en esta obra discográfica: «Marielito», que trata de la llegada de una persona de Cuba tras el éxodo del Mariel, y «Modern Minds».[cita requerida]
En 1984 cambiaron su nombre a Ritmo Peligroso y con un cambio de estilo enfocado más hacia el rock en español y ritmos latinos, graban su disco homónimo, del cual se desprenden sus dos grandes éxitos: «Déjala tranquila» y «Contaminado».[cita requerida]
Su última grabación, «Matacandela» fue realizada en 2001, producida por Sabo Romo, de Caifanes, y coproducido por Piro y Avi Michel J.[cita requerida]

## Discografía

### Como Dangerous Rhythm
- Electroshock (1980)
- Homónimo (1981)
- Marielito Ver. Inglés (1984)

### Como Ritmo Peligroso
- En la mira (1985)
- Ritmo Peligroso (1988)
- Cortes Finos (1998)
- Matacandela (2001) -Producido por Sabo Romo, Piro y Avi Michel J.-
- Mi Tierra (Single) (Con Panteón Rococó) 2017.
- Pa'Lante Hasta Que Tu Body Aguante 40 Aniversario (2018)

### Compilaciones
- Comrock (1984)
- Rock en tu Idioma Diez Años II (1997)
- Rock en tu Idioma Diez Años III (1999)
- Encuentros Musicales del 2000 (2000)
- Crónica del Rock en Español -Edición 1 (2001)
- Lo Mejor del Rock Mexicano (2006)
- Lo Esencial de Rock en tu Idioma en Concierto (2010)

## Integrantes

### Formación actual
- Piro Pendas - Voz, percusiones, flauta transversa y armónica.
- Avi Michel - Bajo y coros.
- Jorge "Gato" Arce - Batería.
- Mosy Bit - Guitarras y coros.
- Manny Murillo - Percusiones
- Óscar Sánchez Contreras Jr.

### Antiguos miembros
- –Marcelo Aramburu.
- José Vignon (Rip Sick)
- Francisco Mendez (Johnny Danger/Cable)
- Armando Espinosa "Pinaca".
- Carlos Warman.
- Eduardo "Mongoose" Ávila
- Diego García.
- Pablo Rascón.
- Rafael Espinosa.
- Jorge Bautista
- Pablo Novoa.
- Fernando Nava.
- Cándido Neria.
- Sebastián Cortes
- Jorge Dávila.